# Moslavačka Slatina
Moslavačka Slatina falu Horvátországban, Sziszek-Monoszló megyében. Közigazgatásilag Popovača községhez tartozik.

## Fekvése
Sziszek városától légvonalban 27, közúton 32 km-re északkeletre, községközpontjától 7 km-re északkeletre a Monoszlói-hegység délnyugati völgyében fekszik.

## Története
Területe a középkorban a Csuporok, majd az Erdődyek birtoka volt. 1545-ben elfoglalta a török és csak a század végén szabadult fel. Az 1773-ban az első katonai felmérés térképén „Dorf Szlatina” néven szerepel. A 19. század elején rövid ideig francia uralom alá került, majd ismét a Habsburg Birodalom része lett. A településnek 1857-ben 138, 1910-ben 248 lakosa volt. Belovár-Kőrös vármegye Krizsi, majd Kutenyai járásához tartozott. 1918-ban az új szerb-horvát-szlovén állam, majd később Jugoszlávia része lett. A II. világháború idején a Független Horvát Állam része volt. A háború után a béke időszaka köszöntött a településre, enyhült a szegénység és sok ember talált munkát a közeli városokban. 1991. június 25-én a független Horvátország része lett. Lakosságának száma a fiatalok elvándorlása miatt évtizedek óta csökken. A településnek 2011-ben 72 lakosa volt.

## Népesség
| Lakosság változása | Lakosság változása | Lakosság változása | Lakosság változása | Lakosság változása | Lakosság változása | Lakosság változása | Lakosság változása | Lakosság változása | Lakosság változása | Lakosság változása | Lakosság változása | Lakosság változása | Lakosság változása | Lakosság változása | Lakosság változása |
| ------------------ | ------------------ | ------------------ | ------------------ | ------------------ | ------------------ | ------------------ | ------------------ | ------------------ | ------------------ | ------------------ | ------------------ | ------------------ | ------------------ | ------------------ | ------------------ |
| 1857               | 1869               | 1880               | 1890               | 1900               | 1910               | 1921               | 1931               | 1948               | 1953               | 1961               | 1971               | 1981               | 1991               | 2001               | 2011               |
| 138                | 141                | 162                | 175                | 184                | 248                | 279                | 323                | 332                | 355                | 343                | 254                | 182                | 142                | 106                | 72                 |

## Nevezetességei
Szent József tiszteletére szentelt kápolnája a gornja jelenskai plébánia filiája.